# Wölbersbach
Wölbersbach ist ein Gemeindeteil der Gemeinde Konradsreuth im Landkreis Hof (Oberfranken, Bayern). Wölbersbach liegt in der Gemarkung Gottfriedsreuth.

## Geografie
Das Dorf ist von Acker- und Grünland umgeben, im Norden Bergflur genannt, im Süden Höllberg. Im Ort steht eine Friedenseiche, die als Naturdenkmal geschützt ist. Im Süden fließt der Höllbach, ein linker Zufluss der Sächsischen Saale. Die Kreisstraße HO 25 führt nach Modlitz (1,5 km nordwestlich) bzw. nach Seulbitz zur Bundesstraße 289 (2,1 km südöstlich). Eine Gemeindeverbindungsstraße führt nach Gottfriedsreuth (1,9 km nordöstlich). Ein Anliegerweg führt nach Gläsel (1,1 km nördlich).

## Geschichte
Wölberbach wurde an der Altstraße von Münchberg nach Hof gegründet. 1376 wurde der Ort als „Wallpensbach“ erstmals urkundlich erwähnt, 1390 als „Welbersbach“. Damals waren  das Spital Hof und das Kloster Hof begütert. Gegen Ende des 18. Jahrhunderts bestand Wölbersbach aus 16 Anwesen und einer Wehrzollstätt. Die Hochgerichtsbarkeit hatte das bayreuthische Stadtvogteiamt Hof. Grundherren waren das Hospitalamt Hof (13  Anwesen), das Kastenamt Hof (2 Anwesen) und das Klosteramt Hof (1 Anwesen).
Von 1797 bis 1810 unterstand Wölbersbach dem Justiz- und Kammeramt Hof. Infolge des Ersten Gemeindeedikts wurde Wölbersbach dem 1812 gebildeten Steuerdistrikt Martinsreuth und der zugleich entstandenen Ruralgemeinde Gottfriedsreuth zugewiesen. Im Zuge der Gebietsreform in Bayern wurde Wölbersbach am 1. Januar 1977 nach Konradsreuth eingemeindet.

### Ehemaliges Baudenkmal
- mittelalterlicher Kreuzstein

### Einwohnerentwicklung
| Jahr      | 00 1799 | 001819 | 001861 | 001871 | 001885 | 001900 | 001925 | 001950 | 001961 | 001970 | 001987 | 002021 | 002025 |
| Einwohner | 103     | *120   | 111    | 115    | 84     | 90     | 100    | 89     | 73     | 77     | 70     | 69     | 69     |
| Häuser    | 16      |        |        |        | 13     | 15     | 15     | 15     | 15     |        | 14     |        |        |
| Quelle    | [ 6 ]   | [ 7 ]  | [ 10 ] | [ 11 ] | [ 12 ] | [ 13 ] | [ 14 ] | [ 15 ] | [ 16 ] | [ 17 ] | [ 18 ] |        | [ 1 ]  |

## Religion
Wölbersbach ist seit der Reformation evangelisch-lutherisch geprägt und bis heute nach St. Martin (Ahornberg) gepfarrt.